# 立方氧化鋯

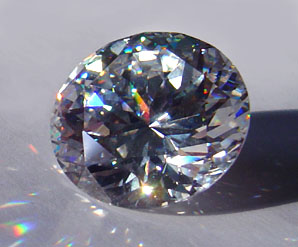
立方氧化鋯造成的「寶石」

立方氧化鋯（英語：Cubic Zirconia，簡稱CZ），亦稱作鋯立晶、方晶鋯石、高碳鑽、泛美鑽、碳鑽、Sona鑽、蘇聯鑽或蘇聯石，是二氧化鋯（Zirconia，ZrO2）晶體的一種。氧化鋯天然存在時大部份為單斜晶體（mono-clinic），主要以礦物斜鋯石（Baddeleyite）存在。以立方單晶體存在的氧化鋯在天然中極為罕有，但現時經常以人工方法合成，被廣泛用作鑽石的代替品。因為這種人工合成方法在蘇聯發明及最先使用，故此立方氧化鋯亦被稱為「蘇聯鑽」或「蘇聯石」。立方氧化鋯有時被稱作「方晶鋯石」，但這名稱並不完全正確；因為鋯石（Zircon）是天然存在寶石的一種，其化學成份為矽酸鋯（Zirconium Silicate，ZrSiO4），與合成的立方氧化鋯為兩種不相同的物質；而氧化鋯的方晶相其實還分為立方晶（Cubic）及正方晶（Tetragonal）兩種。

## 價值
人工合成的立方氧化鋯是一種堅硬、無色及光學上無瑕的結晶。因為成本低廉、耐用而外觀與鑽石相似，故此在1976年起至今都是最主要的工業用鑽石的代替品。但雖然FTC於2018年七月底就發表了對鑽石的重新介定：鑽石不只是天然，從礦場發掘出來的和實驗室種植而得的都可稱為鑽石。近年亦開始興起用培植鑽石方式以部分寶石為原材料合成的RZ人造鑽石代替鑽石。不過立方氧化鋯仍不符合條件，原因是基於以下的定義。
據美國聯邦貿易委員會(Federal Trade Commission FTC) 和美國寶石研究院（Gemological Institute of America GIA)，寶石可分為3大類別：
1. 天然寶石 - 天然孕育而成，相對人工石而言，是較稀有，所以才名貴。
2. 實驗室培植的寶石 - 亦稱為合成石或實驗室種植的石，它們是有着跟天然寶石同樣的化學，物理和光學特徵，雖然它們不是稀有品種，但憑着它們跟天然寶石相同的特徵，它們的價錢相對便宜多。
3. 仿石 - 這類石主要是模仿天然寶石的外觀，它可以是由任何—種物料組成例如玻璃，膠或其他化學物質，由於它的化學，物理和光學特徵跟天然寶石不—樣，並不能跟天然或實驗室培植石相比，價值也是最低，坊間盛行的立方氧化鋯（cubic zirconia) 就是其中普遍應用的仿石。

## 特質
立方氧化鋯與鑽石一樣，都為立方晶體。在正常壓力之下，二氧化鋯的穩定晶體為單斜晶體（mono-clinic），因此在合成立方氧化鋯的過程中，需要加入份子量為10至15%的金屬氧化物（通常氧化釔或氧化鈣）作為安定劑。不同的生產方法會加入不同份量的安定劑，故此立方氧化鋯的物理及光學特質會稍為有所不同。
立方氧化鋯的密度頗高，比重為5.6至6.0。其硬度達8.5，雖低於鑽石，但已超過大部份天然寶石。其折射指數為2.15至2.18，表面有金剛光澤。色散指數達0.058至0.066，超過鑽石。立方氧化鋯無解理（Cleavage），斷口為貝殼狀（Conchoidal fracture），屬於易碎。在短波紫外線下呈黃、黃綠螢光，於長波紫外線下螢光不明顯。

## 歷史
氧化鋯在1892年首次被發現以後，一直以為只有天然存在的單斜晶體「鈄鋯石」一種。由於鈄鋯石藏量不多，因此並未有廣泛的應用。而且氧化鋯的熔點高達2,750°C，難以透過溶解結成單晶體。1930年發明加入安定劑造成的「安定氧化鋯」，是立方多晶體或正方多晶體，都是屬於多晶體陶瓷。安定氧化鋯主要被用作耐火材料，能抵受高達2,540°C的高溫及化學品。之後1937年德國壙物學家M. V. Stackelberg及K. Chudoba首次在蛻晶質化（metamictization）鈄鋯石中發現微細的單晶立方氧化鋯。1960年代，法國科學家Y. Roulin及R. Collongues開始研究培養單晶立方氧化鋯。他們使用的方法是將鎔解的氧化鋯放在有固體氧化鋯表面的坩堝之內，令其結晶。這種方法稱之為「冷坩堝」法。不過這種方法只能生產很小的單晶體。
蘇聯科學家V. V. Osiko之後在莫斯科列別捷夫物理研究所改良了這一種技術。他的發明被稱為「顱坩堝」法，其出產的人工寶石在蘇聯內被稱為“Fianit”。這種發明在1973年首次披露，並在1976年開始工業生產。至1980年，以這一方法生產的立方氧化鋯年產量已超過5千萬卡拉（10,000公斤）。

## 合成方法
蘇聯發明的「顱坩堝」法至今仍是主要的合成方法。首先以銅管繞成杯狀，銅管內注入冷卻水。在杯內加入少量鋯金屬片，中間加入氧化鋯及安定劑粉末，並加以壓緊。整個設備以無線電頻感應線圈包圍。當感應線圈通電時，鋯金屬因感應產生電流，被加熱至高溫鎔化，並傳熱至內部的氧化鋯將其鎔化。冷卻水使杯中接近表面1-2mm的氧化鋯維持固態。經過數小時加熱後，逐漸減少熱力，無瑕的柱狀晶體開始形成。之後在1,400°C用長時間退火，消除晶體中的應力。經退火後的晶體通常為5cm長，2.5cm宽，便可以被切割成寶石。
如果在原料內加入不同的金屬氧化物，可以獲得不同顏色的晶體。例如：
- 鈰：黃、橙、紅
- 鉻：綠
- 釹：紫
- 鉺：粉紅
- 鈦：金棕

### 改良
近年部份生產商亦有以不同方法改良產品，最常見的是在立方氧化鋯表面以蒸氣凝結加上一層類金剛石碳（diamond-like carbon, DLC）。得出的產品比普通氧化鋯更硬，看起來亦更為似鑽石。另一種方法是在表面上以真空噴上一層金屬氧化物，使其出現暈彩。但是與鍍上類鑽石碳不同，這種加工是可以被磨損的。

## 與鑽石比較
立方氧化鋯在光學上與鑽石（金剛石）非常接近，一般人未必能分別兩者。但是在顯微鏡下二者仍然有一定分別：
- 色散：立方氧化鋯的色散為0.060，高於鑽石的0.044。因此立方氧化鋯看來比鑽石更為熣燦。
- 硬度：立方氧化鋯的摩氏硬度為8.5至9.0，鑽石為10。
- 比重：立方氧化鋯比鑽石重1.7倍。但是這特點只能用來分別未鑲嵌的寶石。
- 瑕疵：現在生產的立方氧化鋯基本上是內外完美無瑕的。而天然鑽石極少是完全內外無瑕。
- 折射率：立方氧化鋯的折射率為2.176，稍低於鑽石的2.417。
- 切割：由於折射率不同，立方氧化鋯的切割與鑽石會稍有不同，在放大鏡下小心觀察可以發現。
- 顏色：完全無色的鑽石非常罕有，通常鑽石都帶有淺黃色。但立方氧化鋯可以被造成鑽石最高級別，即D級顏色。
- 傳熱：立方氧化鋯與鑽石的導熱性為兩個極端。立方氧化鋯是上佳隔熱材料，可被用作噴射引擎隔熱。而鑽石則是最佳導熱體之一，其導熱能力超越銅。只要使用適合的器材，這性質最能分辨兩者。